# Ganek
Ganek (slovensky Gánok) je 2462 m vysoký štít v hlavním hřebeni Vysokých Tater. K nejznámějším horolezeckým terénům Tater patří Galerie Ganku. Název štítu vznikl z pojmu ganek (goralsky) či gánok (slovensky), který označuje zvýšené zádveří.

## Galerie Ganku
Velká sutinová terasa na severních srázech Malého Ganku (280 m nad úpatím), obvykle však označení celé strmé skalní stěny spadající od ní do Těžké doliny. Ve stěně je řada výstupových cest a jejich variant, z nichž některé patří k nejtěžším a nejvýznamnějším v Tatrách.

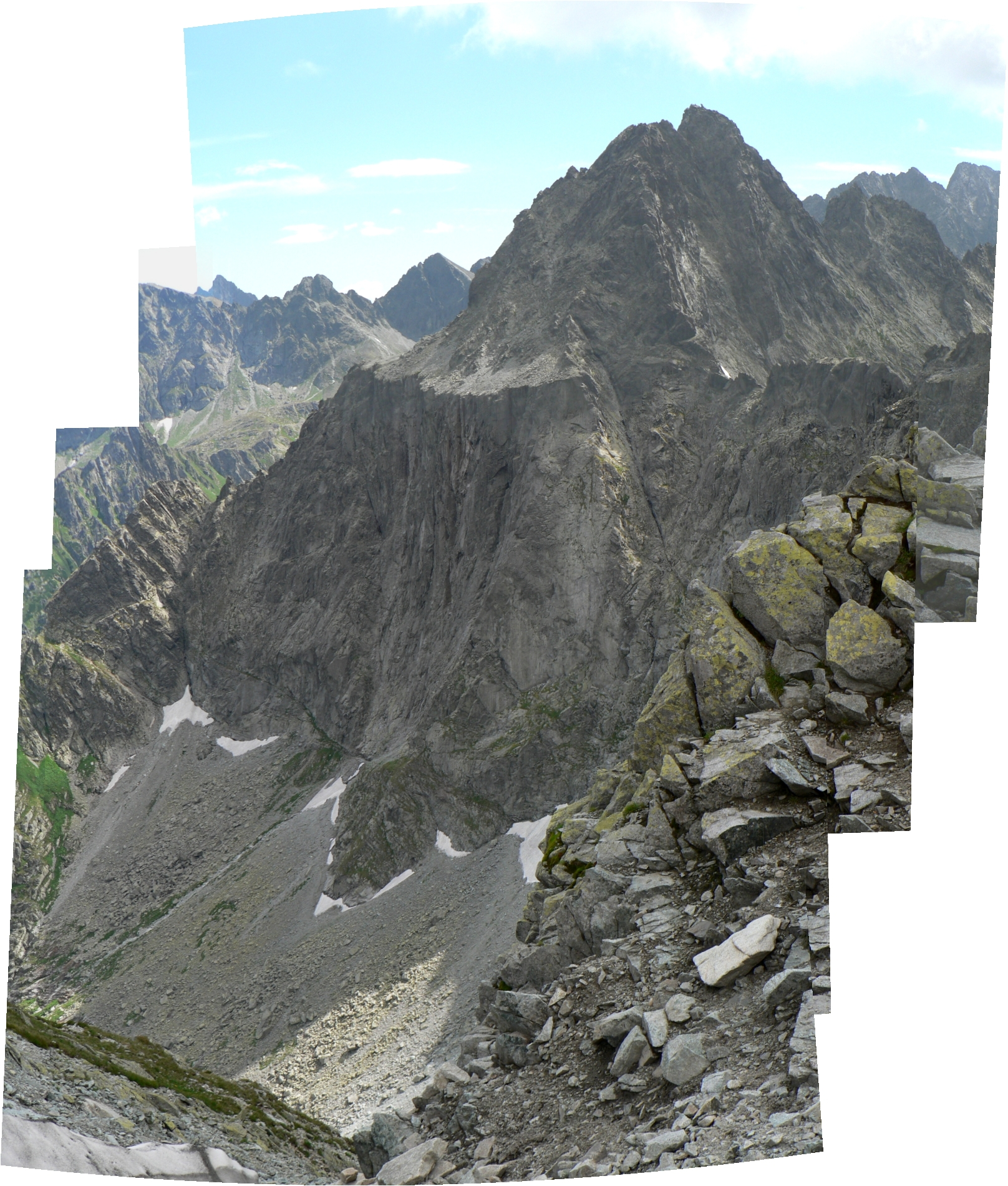
Ganek a Galerie Ganku od sedla Váhy